# Championnats du monde de ski alpin 2029
Navigation
Crans-Montana 2027 Val Gardena 2031
Les championnats du monde de ski alpin 2029, cinquantième édition des Championnats du monde de ski alpin, auront lieu en février 2029.

## Désignation
A la date limite du 1er mai 2023, trois candidatures ont été reçues par la FIS, :
- Narvik ( Norvège) qui postule à nouveau après sa candidature pour 2027 (La Norvège n'a jamais organisé les championnats du monde de ski alpin à l'exception de l'année 1952 où elle a organisé les JO d'hiver qui faisait office de championnats du monde)[3]
- Soldeu ( Andorre) qui postule à nouveau après sa candidature pour 2027 (Andorre n'a jamais organisé les championnats du monde de ski alpin)[4],[5]
- Val Gardena ( Italie), qui a déjà organisé ces championnats en 1970[6].

Le 4 juin 2024, lors du 55e congrès de la FIS à Reykjavik, ç'est Narvik qui l'emporte avec 11 voix, devant Val Gardena 8 voix et Soldeu une voix.